# Gesnes
Gesnes – miejscowość i gmina we Francji, w regionie Kraj Loary, w departamencie Mayenne.
Według danych na rok 1990 gminę zamieszkiwało 170 osób, a gęstość zaludnienia wynosiła 15 osób/km² (wśród 1504 gmin Kraju Loary Gesnes plasuje się na 1077. miejscu pod względem liczby ludności, natomiast pod względem powierzchni na miejscu 954.).